# Falcidens crossotus
Falcidens crossotus är en blötdjursart som beskrevs av Luitfried von Salvini-Plawen 1968. Falcidens crossotus ingår i släktet Falcidens och familjen Chaetodermatidae. Arten är reproducerande i Sverige. Inga underarter finns listade i Catalogue of Life.